# Liza haematocheilus
Liza haematocheilus és un peix teleosti de la família dels mugílids i de l'ordre dels perciformes.
És un peix omnívor que pot viure tant a les aigües salades com a les dolces de les costes i els cursos baixos dels rius.
Habita les costes del nord-oest del Pacífic des del Japó i el riu Amur i la Península de Corea fins a Xiamen.
És una espècie invasora que ha arraconat a les espècies locals de mugílids al mar Negre i al mar d'Azov.
Pot arribar als 53 cm de llargària total. Els exemplars adults tenen sovint les aletes inferiors d'un color rogenc, d'ací llur nom llatí.